# نداء تونس
نداء تونس هو حزب سياسي تونسي. أيديولوجية الحزب علمانية وسطية ليبرالية تؤمن بفصل الدين عن السلطة لبناء مجتمع مدني متطور يسوده العلم والثقافة. أعلن عن تأسيسه الباجي قائد السبسي سنة 2012. ظل الباجي قائد السبسي رئيس الحزب حتى فوزه ب الانتخابات الرئاسية التونسية 2014 ليصبح رئيس تونس ويستقيل من منصبه الحزبي حسب أحكام الدستور التونسي.
نائبه محمد الناصر ومن مؤسسي الحزب هم سليم شاكر وفوزي اللومي وغيرهم.

## التأسيس
جرت انتخابات تشريعية في تونس للمجلس الوطني التأسيسي التي أفضت إلى فوز حركة النهضة ذات التوجه الإسلامي بأغلبية المقاعد ودخولها في ائتلاف حاكم سمي بالترويكا مع حزب المؤتمر من أجل الجمهورية وحزب التكتل الديمقراطي من أجل العمل والحريات. إضافة إلى انتخاب رئيس مؤقت للجمهورية وهو المنصف المرزوقي المنتمي لحزب المؤتمر. وفي الأثناء عبر الباجي قائد السبسي رئيس الحكومة السابق والسياسي المخضرم عن موقفه تجاه الوضع السياسي في تونس معبرا عن إستنكاره لعدم تحديد المجلس التأسيسي لمدة مهامه مطالبا بتصدي جميع القوى السياسية للعنف وتفعيل دور هيئة الإنتخابات، وذلك كله في بيان تم نشره في 26 جانفي 2012 .

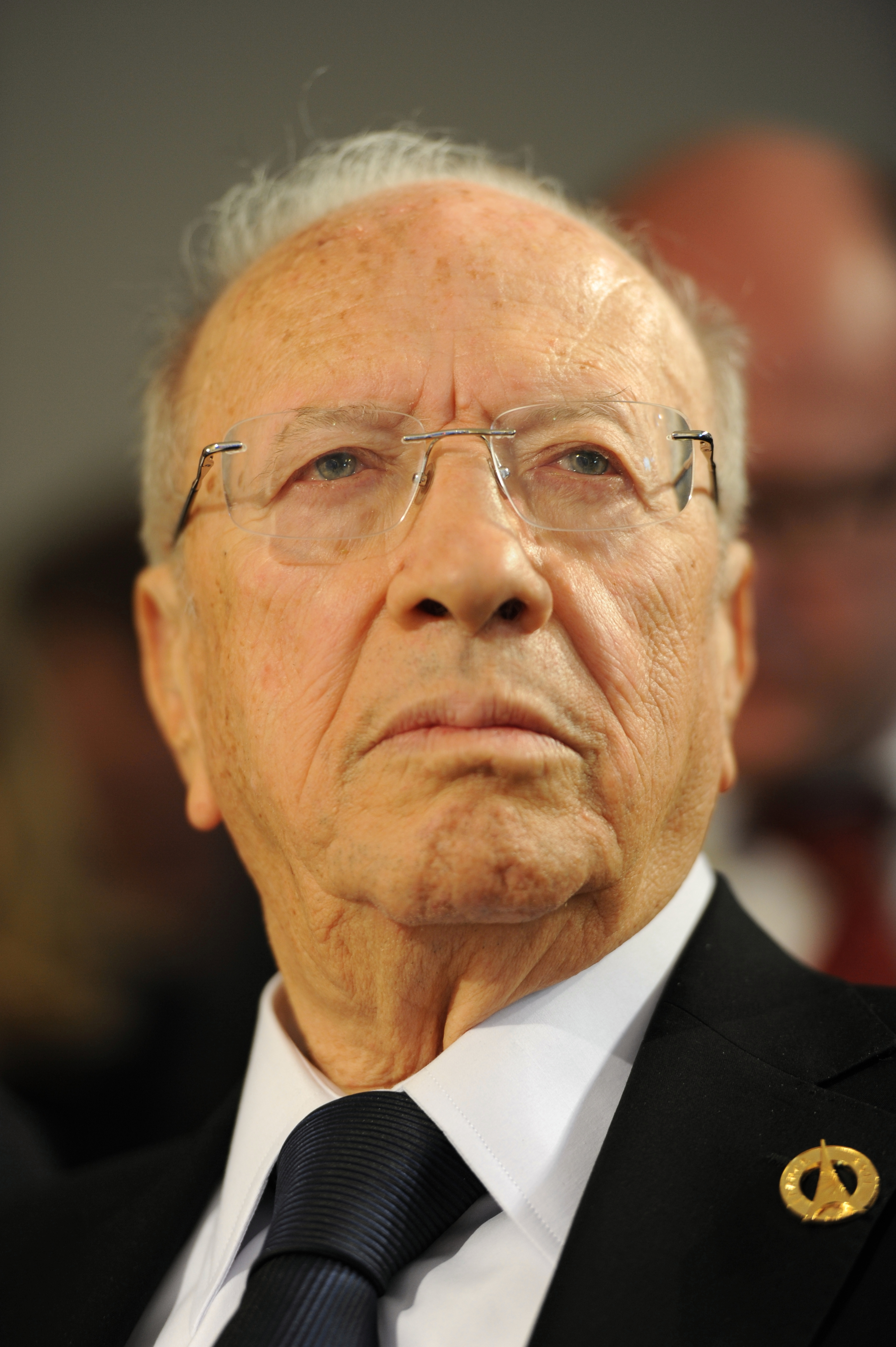
الباجي قائد السبسي

| نداء تونس                                | بعد مرور سنة على نجاح الثورة التونسية في إحداث تغيير حاسم فتح الآفاق أمام تحقيق طموحات التونسيات والتونسيين في الديمقراطية والكرامة والعدالة الاجتماعية، فإن روح المسؤولية تحملنا واجب إبداء الرأي فيما آلت إليه أوضاع البلاد واقتراح سبل تجاوز المخاطر التي تبدو محدقة بها، خاصة وان الضبابية واختلاط المهام التي سادت عمل المجلس الوطني التأسيسي تبدو وكأنها أحدثت أزمة ثقة سياسية من شانها أن تعمق المخاطر التي تهدد الأمن والاقتصاد والوضع الاجتماعي عموما. وللتذكير فقد أنتخب المجلس الوطني التأسيسي لمهمة وضع الدستور والإعداد لانتخابات مؤسسات الحكم الدائمة وذلك في ظرف سنة واحدة من تاريخ انتخابه غير أننا لاحظنا ضياع نصيب هام من الوقت في وضع تنظيم مؤقت للسلط العمومية وقانون داخلي هو أقرب إلى قانون مجلس نواب منه إلى مجلس تأسيسي وفي تقاسم المناصب بين الأطراف الحاكمة بطريقة تتخالف مع طبيعة المرحلة الانتقالية التأسيسية. ومما زاد في ريب شرائح هامة من المجتمع التونسي إحجام المجلس عن التأكيد الرسمي لمدة عمله المقررة بسنة واحدة وفق ما حدده الأمر عدد 1086 لسنة 2011 المؤرخ في 3 أوت 2011 وما أكده الاتفاق الحاصل بين الأحزاب الإحدى عشر، حول نفس المدة، بتاريخ 15 سبتمبر 2011، فأحدث هذا النكوص عن الالتزامات السابقة انطباعا بأن المجلس والحكومة المنبثقة عنه يعملان على استدامة الفترة الانتقالية الثانية. ولوضع حد لمظاهر التأزم المتفاقمة، فإننا نعتقد بضرورة العمل من اجل تصحيح المسار وذلك بـ : 1 ضرورة قيام المجلس الوطني التأسيسي بالتحديد الرسمي والصريح لمدة عمله وعمل الحكومة المنبثقة عنه بسنة واحدة والشروع الفوري فيما بقي منها لإعداد الدستور وتنظيم الانتخابات المقبلة في أجل أقصاه يوم الثالث والعشرين من أكتوبر سنة 2012. وذلك في إطار خارطة طريق واضحة مثلما حدث في الدورة الانتقالية الأولى، مما أدى آنذاك إلى استرجاع الثقة بين مختلف الأطراف السياسية والاقتصادية والاجتماعية ومكن من إجراء انتخابات شفافة وديمقراطية ومن إعادة الحياة للاقتصاد الوطني وتشجيع المستثمرين الأجانب. 2 ضرورة إعادة تفعيل مؤسسة الهيئة العليا المستقلة للانتخابات بتمكينها من استئناف نشاطها حالا، بدءا باستكمال ترسيم الناخبين والإعداد للانتخابات المقبلة وإصدار قانون انتخابي جديد ذلك أن انتخاب مؤسسات دستورية دائمة يتطلب إعدادا يفوق الإعداد لمجلس تأسيسي. 3 دعوة كل القوى السياسية والفكرية الوطنية التي تأبى التطرف والعنف والتي تنخرط في المسيرة الإصلاحية التاريخية لبلادنا لتجيع طاقتها المادية والمعنوية حول بديل يعزز التوازن السياسي ويضمن تفعيل آليات التداول السلمي الذي بدونه لا يستقيم للديمقراطية أمرا. إن إجراء الانتخابات 23 أكتوبر وما نتج عنها من شرعية انتخابية للأطراف التي تسلمت السلطة في كنف الشفافية والتنظيم لا يمنع من التذكير بأننا بصدد قطع مرحلة انتقالية ثانية مصحوبة بدورة انتخابية لا تقل تعقيدا عن الدورة الأولى، ستبقى بحاجة أكيدة إلى تكريس التوافق الوطني كقاعدة للأمنوالاستقرار ونجاح الانتقال الديمقراطي . إن ما آلت إليه الأوضاع في المدة الأخيرة من تراجع خاصة من خلال بروز مظاهر تطرف عنيفة تهدد أسس الحريات العامة والفردية يدعو الجميع إلى تفعيل آليات الحوار الوطني الذي بدونه لن نسير بخطى ثابتة لا رجعة فيها نحو إنجاز مهام الفترة الانتقالية الثانية وعلى رأسها إهداء تونس دستورها المستقبلي. “وقل اعملوا فسيرى الله عملكم ورسوله والمؤمنون”. صدق الله العظيم تحيا تونس في 26 جانفي 2012 | نداء تونس |
| — بيان 26 جانفي 2012، الباجي قائد السبسي | |           |

وبعد هذا البيان أعلن الباجي قائد السبسي عودته للساحة السياسية بإعلان تأسيس حركة نداء تونس يوم 16 جوان 2012 في اجتماع شعبي بقصر المؤتمرات بالعاصمة تونس. وتم منحها رسميّاً الترخيص من قبل وزارة الداخلية التونسية يوم 7 جويلية 2012

## الجذور الايديلوجية والفكرية للحزب
يعتبر حزب حركة نداء تونس نفسه امتدادا للحركة الإصلاحية التونسية التي تعود جذورها لما قبل الإستعمار الفرنسي لتونس. ويضم الحزب في صفوفه وجوها من تيارات سياسية مختلفة تجمعها بعض القواسم المشتركة، إذ أن الحركة تضم وجوها نقابية معارضة إضافة إلى التيار اليساري وعدد عام من الدستوريين (نسبة للحزب الإشتراكي الدستوري) إضافة إلى التجمع الدستوري الديمقراطي ومسؤولين إنتموا سابقا إلى نظام زين العابدين بن علي. كما يضم الحزب أيضا مجموعة من ناشطي المجتمع المدني ووجوها ينتمون للحركة النسوية التونسية.
يقدم الحزب نفسه أيضا على انه يحمل الفكرة البورقيبية. أي انه يدافع عن أفكار أول رئيس للجمهورية التونسية الحبيب بورقيبة. ويتبنى أفكاره خاصة المتعلقة بمدنية الدولة والدولة الحديثة وتحرير المرأة.
يعتبر الحزب نفسه أيضا جامعا للقوى السياسية التي تدافع عن النظام الجمهوري والديمقراطية ومدنية الدولة في مواجهة النماذج الأخرى

## المبادئ الأساسية لحركة نداء تونس
يؤكد الموقع الرسمي على أن حركة نداء تونس تستند إلى الفكر الإصلاحي التونسي وإلى التراث الإنساني العالمي وقيم الحرية والعدالة الاجتماعية، وهي مفتوحة إلى مختلف التيارات الفكرية والسياسية التي تشترك معها في القيم الأساسية التالية
- الإيمان بالدولة
- التمسك بالفصل الأول من دستور 1959 تونس دولة حرة مستقلة ذات سيادة الإسلام دينها -والعربية لغتها والجمهورية نظامها
- التمسك بالمكاسب العصرية للدولة التونسية التي حققت منذ خمسون سنة وفي المقدمة مجلة الأحوال الشخصية
- التأكيد على المواطنة وتونس للجميع
- الاعتراف بالديمقراطية والتداول على السلطة
- العدالة الاجتماعية والتنمية الاجتماعية باعتبار حق من حقوق مهما كانت الجهات أو الأشخاص أو الفئات
- إضافة رفض العنف في الحوار مع المخالفين في الرأي وعدم الإقصاء[5]

## الهياكل الحزبية
تنقسم حركة نداء تونس إلى مجموعة من الهياكل المركزية والجهوية والقيادية التي تتولى تسييرها وتنظيم أعمال الحزب في الداخل والخارج

### المكتب السياسي
بعد مجموعة من الخلافات في الحزب بين الهيئة التأسيسية التي تضم الشخصيات المؤسسة للحزب. ومجموعة من القيادات المركزية والجهوية. قرر الحزب تأسيس هيكل جديد وتوافقي وهو المكتب السياسي  يتولى تسيير الحزب إلى حين تنظيم المؤتمر التأسيسي للحركة. وقد قرر هذا المكتب تعيين محسن مرزوق أمينا عاما للحزب خلفا للامين السابق الطيب البكوش الذي تولى حقيبة وزارة الخارجية التونسية 
ويضم المكتب السياسي للحزب أعضاء تم انتخابهم من كل من الكتلة النيابية ومن المكتب التنفيذي ومن الهيئة التأسيسية. وبالتالي أصبح المكتب السياسي اعلى هيكل في الحزب يتولى التوفيق بين الهياكل المختلفة ويضع الخطوط العريضة للعمل الحزبي.

### المجلس الوطني
المجلس الوطني هو أعلى سلطة في الحزب بين مؤتمرين
يتركب المجلس الوطني من عدد من الأعضاء يحدده النظام الداخلي ويقع انتخابهم من طرف المؤتمر العام للحزب بواسطة الاقتراع السري والمباشر في دورة وحدة، وتتخذ القرارات في المجلس بالاغلبية النسبية، ويسد الشغور الحاصل في المجلس الوطني بواسطة الانتخاب من طرفي اعضائه، وإذا تجاوز الشغور النصف دفعة واحدة تتم الدعوة لمؤتمر إستثنائي في أجل أقصاه شهر من تاريخ حصوله.
يضم المجلس الوطني 480 عضو وتتمثل أهم شمولاته في:
- انتخاب أعضاء المكتب التنفيذي.
- المصادقة على خطط الحزب وسياساته وفقا لقرارات المؤتمر العام.
- المصادقة على الميزانية السنوية العامة للحزب.
- مراقبة الحسابات السنوية للحزب.
- متابعة أعمال المكتب التنفيذي وفق ما تحدده اللوائح الداخلية.
- المصادقة على اللوائح والنظم الداخلية المقدمة إليه.
- اقتراح تعديلات النظام الأساسي على المؤتمر العام

### الهيئة التأسيسية
يخول للهيئة التأسيسية للحزب فتح باب الانخراط وتسيير الحزب وتحوير القانون الأساسي للحزب بطلب من أغلبية أعضائها إلى حين انعقاد مؤتمره الأول الذي تتكفل الهيئة التأسيسية بالإعداد له وبانجازه والتي تحلّ مباشرة إبان انعقاده

### المكتب التنفيذي
ينتخب المجلس الوطني في أول دورة له وبالأغلبية النسبية أعضاء المكتب التنفيذي من بين قائمة تضم ثلاثة أضعاف الأعضاء المراد انتخابهم يختارها رئيس الحزب من ضمن أعضاء الحزب الذين سبق لهم تحمل مسؤلية مركزية أو جهوية لمدة لا تقل عن ثلاثة اعوام.
يحدد النظام الداخلي للحزب عدد أعضاء المكتب ومهامه.
يضم المكتب التنفيذي 97 عضو، ويتولى القيام بالمهام التالية:
- تنفيذ قرارات المؤتمر والمجلس الوطني
- وضع برامج عمل سنوي.
- وضع اللوائح المنظمة للهيكلة التنفيذية وعرضها على المجلس الوطني.
- وضع مشروع المزنية العامة ومتابعة تنفيذها بعد المصادقة عليها.
- إتخاذ المواقف مختلف المسائل المطروحة على مستويين الوطني والدولي.
- تكوين لجان مختصة دائمة ومؤقتة.
- إمكانية إحداث فروع في خارج تمثل الحزب.
- الاعداد للمؤتمر العام ولدورات المجلس الوطني وفقا للنظام الأساسي للحركة.
- المصادقة على قرارات لجنة النظام والتأديب وله صلاحيات العفو والتخفيف من العقوبات.

### الهياكل الجهوية
تنقسم الهياكل الجهوية إلى 31 تنسيقية جهوية و 284 تنسيقية محلية تنحدر منها 1345 تنسيقية قاعدية. وتكون هاته التنسيقيات مكونة ب11 عضو منهم 25% نصيب المرأة. وتطابق ترابياً التنسيقية الجهوية الدائرة الانتخابية والتنسيقية المحلية، المعتمدية أما المكتب القاعدي فيمثل تربياً العمادة وتضم الهياكل المحلية في صلبها لجانا فرعية مختصة تعنى بشؤون الشباب والمرأة والشؤون الاجتماعية.

### الهياكل الدولية
تضم حركة نداء تونس 10 تنسيقيات بالخارج وهي التي تشرف على نشاطات الحركة على مستوى وحدات جغرافية معيّنة، تُباشر شؤونها هيئة تتكوّن من 13 عضوا تتولّى الإشراف على نشاطات وعمل المكاتب الجهويّة والتّنسيق بينها، وتعدّ على الأقلّ 150 منخرط 

## أعضاء الهيئة التأسيسية للحركة

المناطق التي تحصل فيها نداء تونس على الاغلبية بالاحمر عام 2014

تتكون الهيئة التأسيسية من:
- الباجي قايد السبسي: مؤسس الحزب ورئيسه الشرفي
- محمد الناصر رئيس الحركة
- محسن مرزوق: أمين عام للحركة
- الطيب البكوش: نائب رئيس
- حافظ قائد السبسي: نائب رئيس
- الازهر القروي الشابي: مكلف بالشؤون القانونية
- رضا بالحاج: ناطق رسمي ومكلف بالإدارة
- محمد لزهر العكرمي: مكلف بالتنظيم
- بوجمعة الرميلي: مكلف بالنظام الداخلي
- سلمى اللومي الرقيق: مكلف باللوجستية والمالية
- سليم شاكر: مكلف بالبرامج الاقتصادية والاجتماعية
- وفاء مخلوف صيادي: مكلف بالمؤسسات الصغرى وتشغيل الشباب
- أنيس غديرة: مكلف بقضايا الشباب
- سماح دمق: مكلفة بقضايا المرأة.

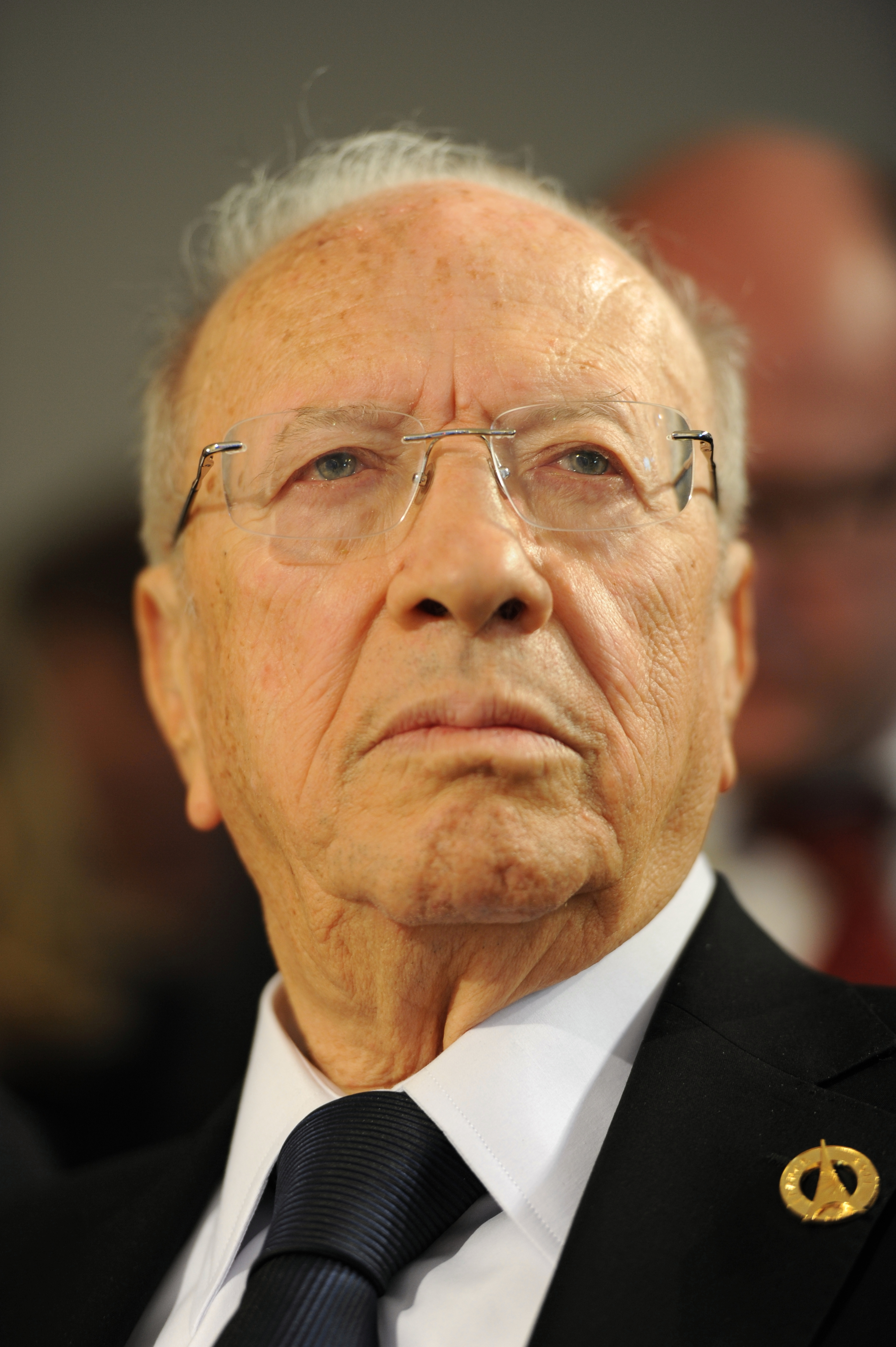
الباجي قايد السبسي.
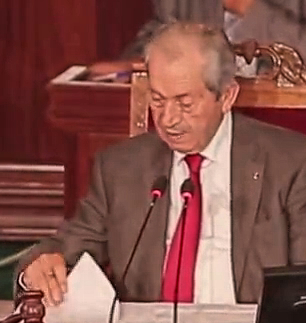
محمد الناصر.
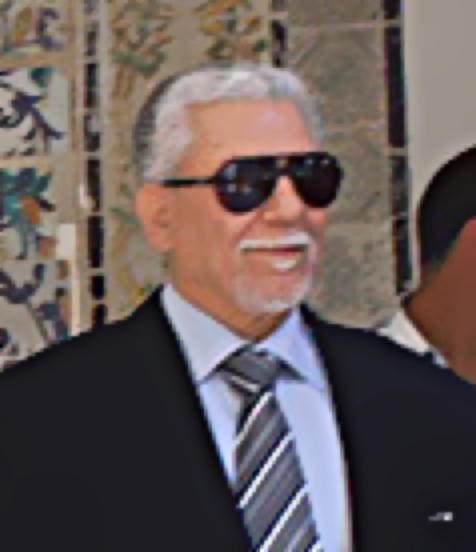
الطيب البكوش.
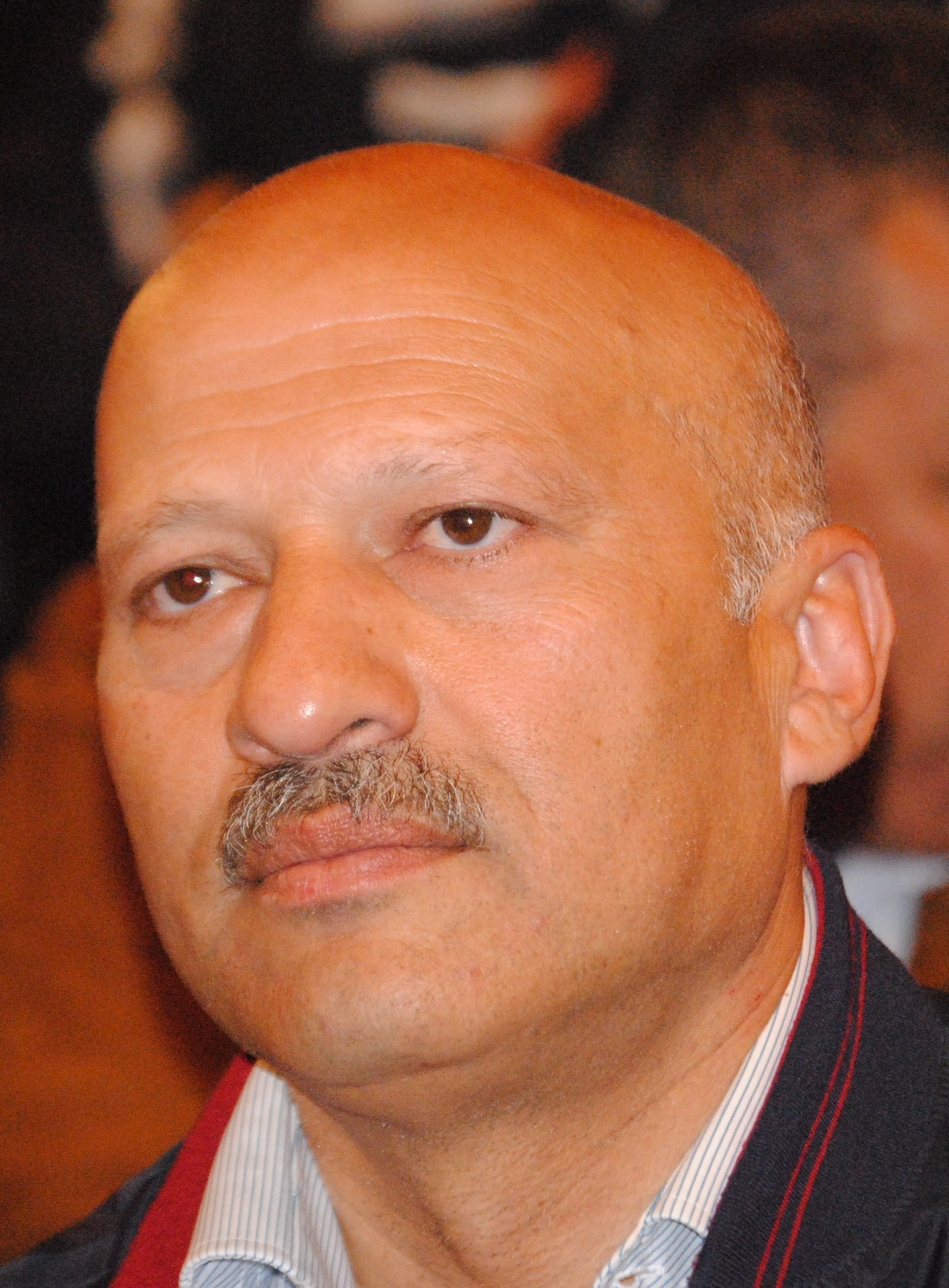
رضا بلحاج.
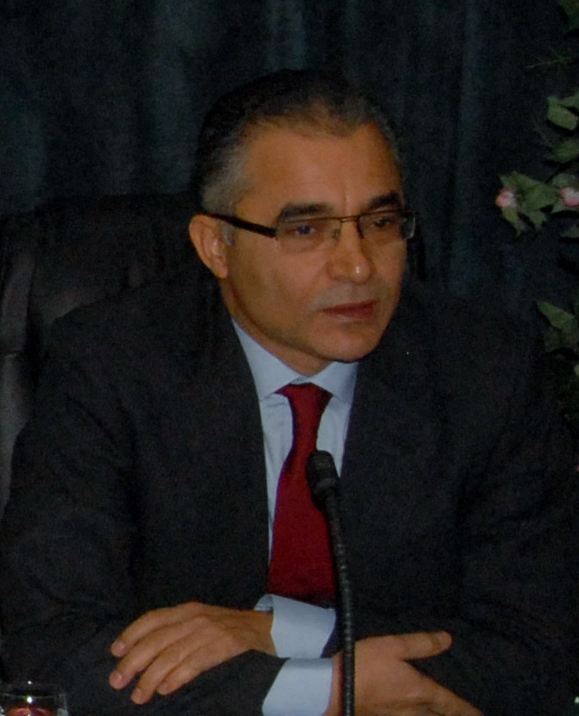
محسن مرزوق.
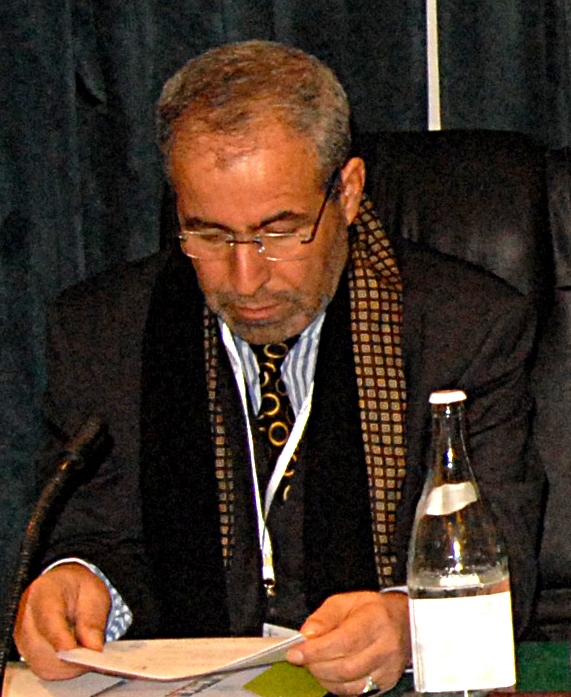
لزهر العكرمي.

## الآداء الانتخابي

### الانتخابات التشريعية 2014
دخل الحزب بقوائم للانتخابات التشريعية بكامل الدوائر داخل الجمهورية وخارجها. وفاز باغلبية المقاعد في البرلمان التونسي إذ انه فاز ب 86 مقعد في مجلس نواب الشعب التونسي.

### الانتخابات الرئاسية 2014
قامت حركة نداء تونس بتقديم مرشحها للانتخابات الرئاسية الباجي قائد السبسي الذي فاز في السباق الرئاسي أمام منافسه محمد المنصف المرزوقي.

### انتخابات 2019
في الفترة بين عامي 2014 و2019، تعرض الحزب لعديد الانشقاقات في صفوف نوابه بالبرلمان وأعضاء الحزب بسبب الخلافات بين بعض القيادات مع نجل الرئيس حافظ قايد السبسي. وبعد انشقاق رئيس الحكومة يوسف الشاهد عام 2018 عن الحزب وتأسيسه حزب تحيا تونس عام 2019، التحق ما تبقى من كبار قيادات نداء تونس كسليم العزابي بالحزب الجديد. وبعد وفاة الرئيس الباجي قايد السبسي، انهار الحزب خاصة مع مغادرة كل من سليم الرياحي (أمين عام الحزب) وحافظ السبسي (رئيس الهيئة السياسية) للبلاد على خلفية اتهامات بالفساد. تحصل الحزب على 3 مقاعد فقط في الانتخابات التشريعية 2019.